# Danuta Stanisławska
Danuta Stanisławska, po mężu Dembna (ur. 4 października 1958 w Rogowie) – polska hokeistka na trawie, olimpijka z Moskwy 1980.
Zawodniczka grająca na pozycji pomocnika. Reprezentowała barwy klubu Polar Wrocław, z którym w latach 1979–1983 wywalczyła mistrzostwo Polski na otwartym boisku.
W reprezentacji Polski w latach (1977-1981) rozegrała 17 spotkań
Brała udział w pierwszym międzypaństwowym meczu reprezentacji Polski, rozegranym w 1977 roku (porażka 0:12 z Czechosłowacją).
Brała udział w igrzyskach olimpijskich w Moskwie, w których polska drużyna zajęła 6. miejsce.
Siostra olimpijczyka Włodzimierza Stanisławskiego.